# Teorema di Zermelo-Kuhn
Il teorema di Zermelo-Kuhn, dal nome dei matematici Ernst Zermelo e Harold Kuhn, trova applicazione nella teoria dei giochi. Esso afferma che in un qualunque gioco finito ad informazione perfetta (tale che non possa finire in parità) tra due giocatori che muovono alternativamente, in cui il caso non influenza il processo decisionale, si dimostra che uno dei due giocatori deve avere una strategia vincente. In modo formale, si può affermare che:
Un gioco finito ad informazione perfetta ha un equilibrio di Nash in strategie pure.
ovvero
Qualunque gioco in forma estesa, finito, a informazione perfetta, presenta un equilibrio di Nash che può essere trovato attraverso l'induzione a ritroso.
Se ogni payoff è unico per tutti i giocatori, la soluzione derivante dall'induzione a ritroso esiste ed è unica.
Gli scritti di Zermelo riguardanti tale teorema furono pubblicati in origine solo in Germania nel 1913. Ulrich Schwalbe e Paul Walker tradussero fedelmente l'opera di Zermelo in lingua inglese nel 1997 e pubblicarono la traduzione nell'appendice a Zermelo and the Early History of Game Theory. Zermelo considera la classe dei giochi a due giocatori senza possibilità di scelta, dove i partecipanti hanno interessi strettamente opposti, e dove solo un numero finito di posizioni è possibile.
Se applicato al gioco degli scacchi, il teorema di Zermelo-Kuhn afferma che: "o il bianco vince forzando il nero a cedere, o il nero vince forzando il bianco a cedere, o entrambi i fronti possono costringersi almeno alla parità".